# Falguni Shane Peacock
Falguni y Shane Peacock son diseñadores de alta costura en Bombay, India. Han diseñado vestuario para cantantes, misses, modelos, actrices de Bollywood y otras celebridades indias e internacionales. Dirigen además dos revistas, Peacock Magazine y Travel Peacock Magazine.

## Historia
El matrimonio Falguni y Shane Peacock crearon su propia firma de alta costura India en Agosto de 2002. Los diseñadores y empresarios son Falguni Peacock y Shane Peacock. 
Falguni Peacock nació en una familia de abogados e ingenieros,  y pronto les daría a conocer su ilusión de formar una firma de ropa internacional.
En el año 2004,  la firma presentó sus creaciones en la India Fashion Week. En este momento Harrods Londres se dió cuenta de que los diseños presentados tenían proyección internacional, adquiriendo el 98% de la colección.
Posteriormente en 2007 presentarían sus diseños en la Semana de la Moda de Miami,  y después en la Semana de la moda de Los Angeles
En 2010 la cantante Fergie, les pidió que les diseñara su vestido para su actuación en la Copa del Mundo FIFA 2010 que tuvo lugar en Suráfrica. Esto le abrió las puertas a otras artistas como Lady Gaga Katy Perry y Beyoncé. 
La firma presentó 9 campañas en Semana de la moda de Londres , y posteriormente daría el salto a la Semana de la moda de Nueva York desfilando desde 2011 hasta 2015. 
En 2017 Miss Mundo 2017 Manushi Chhillar  de orígen indio mostró un vestido de la pareja de diseñadores durante su coronación en Sanya,  China. 

En 2018 vistieron a la segunda clasificada en el certamen celebrado en Myanmar Miss Grand International, la india Meenakshi Chaudhary que mostró varios diseños de la firma.

En 2019 la ganadora de Femina Miss India Shivani Jadhav mostraba un vestido de la firma. 

## Clientas internacionales
Falguni Shane Peacock tiene como clientes internacionales a artistas como 
Beyoncé,
Britney Spears,
Katy Perry,
Lady Gaga,
Madonna,
Fergie,
Nicole Scherzinger,
Rihanna,
Kim Kardashian,
Jennifer Lopez,
Paris Hilton,
Emily Blunt.

## Tiendas
Falguni Shane Peacock dispone de dos tiendas en Bombay. Kalaghoda de 557 metros cuadrados y Banjara Hills en Hyderabad de 600 metros cuadrados. Estas tiendas fueron diseñadas por la diseñadora de interiores y Gauri Khan,  quien contaba en su currículum con trabajos para  Mukesh Ambani, Roberto Cavalli y Ralph Lauren.
Shane Peacock encargado de la expansión de la firma,  planea abrir más tiendas en la India  así como una en Nueva York,  que para ellos es cuna y orígen de la moda, el estilo y el diseño mundial.

## Música
Las cantantes internacionales han sido una parte del éxito de la firma de moda.  Sus creaciones están en 26 videos musicales.

## Cine
Los diseños de Falguni Shane Peacock,  están representados en películas como Aap Ki Khatir (2006) y Fashion (2008).  Ambas películas protagonizadas por la Miss Mundo Priyanka Chopra. 

## Revistas
La firma de moda,  está seguida por revistas de moda,  diseño y estilos de vida.

### Peacock Magazine
El matrimonio ha editado su propia publicación llamada Peacock Magazine,  creada en Octubre de 2017,  que ha publicado más de 60 ejemplares. Sus ediciones no son estrictamente mensuales, pero el promedio anual es de unos 12 ejemplares anuales. 

La revista se apoya en las palabras Fearless,  Strong, Positive, y con ello pretende empoderar a la mujer en una nueva época.  

La publicación está orientada al estilo de vida de clase alta,  muy centrada en el lujo como razón de ser. Vestidos de alta costura,  destinos de vacaciones exclusivos, restaurantes de alta categoría,  incluso cafeterías para el sector de la sociedad al que se dirige la publicación. 

En la revista se entrevistan a estilistas, fotógrafos/as,  blogueros/as, que entre todos forman el mundo de la moda y el estilo.   
En esta revista han sido portada celebridades indias como Samantha Ruth Prabhu, Parineeti Chopra, Shraddha Kapoor, Kriti Sanon, Janhvi Kapoor, Bhumi Pednekar, Katrina Kaif, Roshni Chopra, Gauri Khan, Sonakshi Sinha,  Ananya Panday, Kalki Koechlin, Sara Ali Khan, Aditi Rao Hydari, Aishwarya Rai Bachchan, Kiara Advani,  Taapsee Pannu, Anaita Shroff Adajania, Lisa Haydon, Fatima Sana Shaikh,  Radhika Apte,  Kareena Kapoor Khan, Kajol, Malavika Mohanan y  Mithali Raj.  

También han sido portada artistas internacionales como Beyoncé,  la estadounidense Amanda Cerny, o la modelo de Sri LanKa  y Miss Sri Lanka 2006 Jacqueline Fernandez. 
Los varones tienen menos representación en cuanto a portadas,  pero lo han sido, y son:  Mahesh Babu, Kartik Aayran, Vicky Khausal, Karan Johar, Jim Sarbh, Ishaan Khattar y Hrvy.  

Miss Asia Pacífico 2000 Dia Mirza fue la portada de la revista en Septiembre de 2018

Miss Mundo 2017 Manushi Chhillar,  también fue portada de la revista en Mayo de 2018.

Mención especial tiene una portada,  realizada por la Fundación Peacock de la India, con motivo del tercer aniversario de la revista.  La joven Maleesha Kharwa de 12 años de edad, posaba para la revista.  Una situación que rompe con los criterios Indios de la sociedad de castas,  donde las castas más bajas tienen recursos más y más limitados. Maleesha, pertenece a la casta de los Kharwa, una casta históricamente real que tradicionalmente han sido propietarios y garantes, con barcos para el comercio. En la actualidad la situación es diferente para ella. La joven consiguió posar para los diseñadores, abriéndose paso en el mundo de la moda. 

En la revista se editan ejemplares especiales para mostrar sus creaciones para bodas.

### Travel Peacock Magazine
La revista Travel Peacock Magazine,  está enfocada en los viajes.  Según sus editores,  desean transmitir a todo el público los destinos que han visitado con motivo de sus traslados por trabajo. Muestra restaurantes,  hoteles ,  cafeterías y otros establecimientos de alta categoría, para el segmento de público al que se orienta esta publicación.